# کرونل آزکوئیل
کرونل آزکوئیل (به پرتغالی: Coronel Ezequiel) یک منطقهٔ مسکونی در برزیل است که در ریو گرانده شمالی واقع شده‌است. کرونل آزکوئیل ۵٬۵۰۴ نفر جمعیت دارد.